# Wiwat skrzaty
Wiwat skrzaty (hiszp. La llamada de los gnomos, 1987) – hiszpański serial animowany wyprodukowany przez hiszpańskie studio BRB Internacional. Serial bazowany na podstawie książek dla dzieci De oproep der Kabouters  Wila Huygena i Riena Poortvlieta.
W Polsce serial nadawany był na kanale TP1 w Wieczorynce od 11 marca do 29 lipca 1990 roku.

## Wersja polska
Opracowanie: CWPiFT Poltel

Reżyseria: Andrzej Bogusz

Dialogi: Marzena Kamińska

Opracowanie muzyczne piosenek: Irena Kruk

Teksty: Jerzy Różański

Dźwięk: Krzysztof Nawrot

Montaż: Zofia Dmoch

Kierownik produkcji: Dorota Suske

Wystąpili:
- Jacek Jarosz – Claus
- Krzysztof Strużycki – Dany
- Janusz Bukowski
- Rafał Walentowicz
- Juliusz Berger
- Maria Szadkowska
- Zbigniew Borek
- Tomasz Taraszkiewicz
- Henryk Łapiński

i inni
Lektor: Maciej Gudowski

## Spis odcinków
| N/o            | Polski tytuł               | Hiszpański tytuł                 |
| -------------- | -------------------------- | -------------------------------- |
|                |                            |                                  |
| SERIA PIERWSZA |                            |                                  |
|                |                            |                                  |
| 01             |                            | El juez Klaus                    |
|                |                            |                                  |
| 02             |                            | El lago Ness                     |
|                |                            |                                  |
| 03             |                            | Vacaciones en Canadá             |
|                |                            |                                  |
| 04             |                            | La alfombra mágica               |
|                |                            |                                  |
| 05             |                            | La gamuza del Tirol              |
|                |                            |                                  |
| 06             |                            | El hombre de las nieves          |
|                |                            |                                  |
| 07             |                            | Los buscadores de oro            |
|                |                            |                                  |
| 08             |                            | El globo                         |
|                |                            |                                  |
| 09             |                            | Misterio en Grecia               |
|                |                            |                                  |
| 10             |                            | Los Cárpatos                     |
|                |                            |                                  |
| 11             |                            | Los trolls en Italia             |
|                |                            |                                  |
| 12             |                            | La balada de Gnomoshima          |
|                |                            |                                  |
| 13             |                            | Las olimpiadas de los Gnomos     |
|                |                            |                                  |
| 14             |                            | El partido de hockey sobre hielo |
|                |                            |                                  |
| 15             |                            | El incendio                      |
|                |                            |                                  |
| 16             | Chiński mur                | La Muralla China                 |
|                |                            |                                  |
| 17             |                            | El rescate de la mofeta          |
|                |                            |                                  |
| 18             |                            | La aventura en Hawái             |
|                |                            |                                  |
| 19             | Czarodziejskie zwierciadło | El espejo robado                 |
|                |                            |                                  |
| 20             |                            | La carrera de invierno           |
|                |                            |                                  |
| 21             |                            | Misterio en el bosque            |
|                |                            |                                  |
| 22             |                            | La llamada de Escandinavia       |
|                |                            |                                  |
| 23             |                            | Peligro en la Patagonia          |
|                |                            |                                  |
| 24             |                            | La boda de Dani                  |
|                |                            |                                  |
| 25             |                            | Encuentro con el hombre          |
|                |                            |                                  |
| 26             |                            | El adiós de Klaus                |
|                |                            |                                  |